# Зіпойт II
Зіпойт II (*Zιπoίτης, д/н — 276 до н. е.) — цар Віфінії у 279—276 роках до н. е.

## Життєпис
Був молодшим сином Зіпойта I, царя Віфінії. Після смерті останнього у 279 році до н. е. розділив владу зі старшим братом Нікомедом I. Невдовзі між ними розпочалася боротьба за одноосібне панування. Цим вирішив скористатися Антіох I Селевкид.
Зіпойт II панував над частиною внутрішній районів, але не зміг вийти до узбережжя Дарданелл, незважаючи на підтримку іншого брата Мукапора. Водночас не надав братові допомогу у боротьбі з Селевкідським царством. Втім у 278 році до н. е. союзники Нікомеда I — галати на чолі із Лутарієм і Леонорієм — частково виступили проти Зіпойта II. В результаті останній зазнав поразки й вимушений був тікати до долини Сангарії.
Після цього боротьба тривала приблизно до початку 276 року до н. е., коли Зіпойт II зазнав остаточну поразку й загинув.